# Polystalactica conspergata
Polystalactica conspergata är en skalbaggsart som beskrevs av Csiki 1909. Polystalactica conspergata ingår i släktet Polystalactica och familjen Cetoniidae. Inga underarter finns listade i Catalogue of Life.